# (10026) 1980 RE1
1980 أر إي 1 (ويعرف أيضًا باسم (10026) 1980 أر إي 1 وفق تسمية الكوكب الصغير) (بالإنجليزية: 1980 RE1)‏ هو كويكب ضمن حزام الكويكبات؛ وترتيبه 10026 من حيث الاكتشاف.
اكتُشف هذا الجُرم الفلكي بواسطة Antonín Mrkos ‏ في 3 سبتمبر 1980.

## وصلات خارجية
- (10026) 1980 RE1 في قاعدة بيانات مختبر الدفع النفاث لأجرام النظام الشمسي الصغيرة

- الاكتشاف · مخطط المدار ·  العناصر المدارية · المعلمات المادية

- (10026) 1980 RE1 على موقع ويكي سكاي: DSS2, SDSS, GALEX, IRAS, Hydrogen α, X-Ray, Astrophoto, Sky Map, Articles and images